# ماريا لويزا غودوي
ماريا لويزا غودوي (بالإسبانية: María Luisa Godoy)‏ هي صحفية ومقدمة تلفزيونية تشيلية، ولدت في 18 مارس 1980 في سانتياغو في تشيلي.

## وصلات خارجية
- ماريا لويزا غودوي على موقع IMDb (الإنجليزية)
- ماريا لويزا غودوي على موقع قاعدة بيانات الفيلم (الإنجليزية)